# Tom Byron
Tom Byron (Houston, Texas 4 de abril de 1961) es el pseudónimo de Thomas Bryan Taliaferro, Jr es un actor, director y productor de cine pornográfico estadounidense. Es un antiguo alumno de la Universidad de Houston. Un miembro de XRCO y el Salón de la Fama AVN, Byron también fue votado como el número 20 en los 50 mejores pornstars de todo el tiempo en AVN. Byron también es cofundador y copropietario de la Xtreme Pro Wrestling (XPW) independiente de la Professional wrestling promotion

## Actuando
Byron comenzó a actuar en películas hardcore en mayo de 1982 y continuó actuando principalmente en los roles que retrata el joven colegial en las escenas, como él se asemejaba a un adolescente a pesar de que rondaba los 20 años. Él protagonizó muchas películas junto a la menor de edad Traci Lords, incluyendo su debut porno a principios de 1984, What Gets Me Hot!. Él también dijo haber tenido una relación con Lords fuera de la pantalla, aunque más tarde restó importancia a su relación.
Él ha cambiado su imagen varias veces a lo largo de su carrera, a menudo mostrando una cara afeitada, como un adolescente virgen en sus primeros años en el porno. Sus finales de los años 1980 de pelo largo hard rock como una persona sin pretensiones, como en ese momento trabajaba también como músico de rock en Los Ángeles con la esperanza de alcanzar una legítima carrera en la música. A principios de la década de 1990, Byron volvió a cambiar su imagen y apariencia a la de un "hombre de negocios".
En agosto de 2002, Byron anunció su retiro de la realización de centrarse en dirigir su carrera, pero en el otoño de 2005, después de sólo tres años, regresó a los escenarios en numerosas escenas, principalmente su serie House of Ass de su propia compañía, Evolution Erotica.
En febrero de 2007, Byron fundó Tom Byron Pictures. En diciembre de 2012, anunció que él ya no era parte de la empresa y que estaba formando una nueva compañía Tom Byron Company
A partir de 2013, Byron aún trabaja en el cine y como productor independiente y como Marketing social para medios de comunicación.

## Filmografía
A partir de 2013, Byron ha aparecido en más de 2500 títulos pornográficos (2886 en enero de 2015), haciendo de él el actor más acreditado según IAFD
Sus primeros video del que se puede fechar con certeza es Anything Goes de 1982.

## Premios
- 1984 CAFA Best Actor for Private Teacher[8]
- 1984 CAFA Best Supporting Actor for Sister Dearest[8]
- 1984 CAFA Best Couples Sex Scene for Private Teacher[8]
- 1985 AVN Best Couples Sex Scene - Film for Kinky Business[9]
- 1985 XRCO Stud of the Year[10]
- 1985 XRCO Video Stallion[10]
- 1985 XRCO Best Group Grope for New Wave Hookers[10]
- 1986 AFAA Best Erotic Scene for "New Wave Hookers"[11]
- 1990 AVN Best Couples Sex Scene - Video for The Chameleon[9]
- 1990 XRCO Best Couples Sex Scene - Video for The Chameleon[12]
- 1991 F.O.X.E Male Fan Favorite[13]
- 1992 AVN Best Actor - Video for Sizzle[9]
- 1992 F.O.X.E Male Fan Favorite[13]
- 1996 XRCO Best Actor (Single Performance) for Flesh[12]
- 1996 XRCO Best Anal or DP Scene for Car Wash Angels[12]
- 1997 XRCO Best Actor for 'Indigo Delta[12]
- 1997 XRCO Best Anal Scene for Behind the Sphinc Door[12]
- 1997 XRCO Male Performer of the Year[12]
- 1998 AVN Best Actor - Video for Indigo Delta[9]
- 1998 AVN Best Gonzo Series for Cumback Pussy[9]
- 1998 AVN Male Performer of the Year[9]
- 1998 XRCO Best Gonzo Series for Whack Attack[12]
- 1999 AVN Male Performer of the Year[9]
- 1999 AVN Best Gonzo Release for Whack Attack 2[9]
- 1999 F.O.X.E Male Fan Favorite[13]
- 2000 AVN Best Supporting Actor - Video for LA 399[9]
- 2002 Free Speech Coalition Lifetime Achievement Award - Actor
- 2008 AVN Best Actor - Film for Layout[14]
- 2008 AVN Best Couples Sex Scene - Film for Layout[14]
- 2010 AVN Award – Best Supporting Actor – Throat: A Cautionary Tale[15]
- 2010 XBIZ Award – Male Porn Star of the Year (People's Choice)[16]
- 2011 AVN Award – Best Actor – The Big Lebowski: A XXX Parody[17]
- 2011 AVN Award - Best Big Butt Series - Big Ass Fixation[17]
- 2012 F.O.X.E Male Fan Favorite[13]
- 2013 AVN Award - Best Supporting Actor - Star Wars XXX: A Porn Parody[18]